# Франтишек Бенда
Франтишек Бенда (на чешки: František Benda), известен и като Франц Бенда (на немски: Franz Benda), 2 ноември 1709, Бенатки над Изероу — 7 март 1786, Потсдам, е чешки цигулар и композитор, по-голям брат на Иржи Антонин Бенда, основател на немската школа на свирене на цигулка.

## Биография
В младостта си Франтишек Бенда е хорист, първо в Прага, после в Дрезден и Варшава. Учи си да свири на цигулка във Виена, при Карл Генрих Храун. През 1733 г. постъпва на служба в придворната капела на пруския крал в Потсдам, където служи до края на живота си. От 1740 г. заема поста на първи цигулар, а от 1771 г. ръководи дворцовия оркестър.
В своето творчество Бенда съчетава виртуозност и мелодичност, основно базирайки се на образцита от стил бароко. Сред съчиненията му са 15 концерта за цигулка и оркестър, 17 симфонии в традициите на неаполитанската школа, голям брой сонати за цигулка, флейта или други инструменти и басо континуо, трио-сонати, дуети за две цигулки, капричио за соло цигулка.